# Vila de São Sebastião
Vila de São Sebastião, običajno skrajšano na São Sebastião (portugalsko za sveti Boštjan), je civilna župnija v občini Angra do Heroísmo na otoku Terceira v portugalskem arhipelagu Azori. Leta 2011 je imel 2096 prebivalcev, na območju 23,93 kvadratnih kilometrov. Leži na jugovzhodnem delu otoka Terceira.

## Zgodovina
Zgodovina župnije je vezana na zgodnje naseljevanje otoka Terceira. Leto po tem, ko je princ Henrik Pomorščak podpisal listino z dne 21. marca 1450 v Silvesu, da prenese donatário otoka flamskemu plemiču Jacomeu de Bruggu, se je plemič izkrcal ob jugovzhodni obali otoka, na območju, imenovanem Pesqueiro dos Meninos. Toda, kot je kasneje ugotovil Francisco Ferreira Drummond, »da so na širokem in občutljivem polju postavili naselje, ki so ga imenovali Porta Alegre in zgradili majhno cerkev, da bi častili sveto Ano, prvo in edino cerkev na otoku, kjer sta bili dodani kapeli Santo António do Porto Judeu in São Pedro da Ribeirinha ... ». Drummond je kasneje dodal, da so se ti zgodnji naseljenci premaknili tako daleč, da bi se izognili grozljivim konfliktom s Španijo, v kateri je bila Portugalska na splošno dejavna.
Ta območja so bila najstarejše demografsko središče, ko je Jácome de Brugges leta 1456 zapustil Porta Alegre, da bi ustanovil še eno naselje v Praia. Takrat je bilo drugo mesto Ribeira de Frei João, kjer je že živela nastajajoča skupnost. Odkritje marmorne plošče z napisom Drummonda in domačinov iz leta 1780 pomeni, da je bila župnijska cerkev São Sebastião ustanovljena leta 1480. Čeprav je bila zgodnja cerkev Sant'Ane da Portalegre das Quatro Ribeiras zgrajena kmalu po zgodnji naselitvi, je bila gradnja templja v kraju Ribeira de Frei João skoraj takojšnja.
Kralj Manuel I. Portugalski je z listino z dne 23. marca 1503 lokalno skupnost povzdignil v status Vila (mesto) in sedež občine (ki je vključevala župnije Porto Judeu in Raminho, ki se je nekaj časa nanašala na cerkveno župnijo. Altares). V tem času se je, v skladu z imenom cerkve, tudi naselje preimenovalo v São Sebastião..
Leta 1836 se je Francisco Ferreira Drummond boril proti zamisli o razpustitvi stare občine in združitvi v Angro do Heroísmo. 1. aprila 1870 je São Sebastião postal del Angre do Heroísmo in spremenil ime v Vila de São Sebastião.

## Arhitektura

### Posvetna
- Vodnjak Santa Ana (Fontanário Armoreado do Rossio / Fonte de Santa Ana) [3]
- Svetilnik Ponta das Contendas (Farol de Ponta das Contendas) na jugovzhodni obali župnije. Svetilnik je stavba v obliki črke H, ki se uporablja za zaščito te regije kot pomoč pri plovbi; načrtovanje se je začelo leta 1882, vendar se je njegova gradnja začela šele leta 1930, delovati pa je začel 1. februarja 1934.

### Vojaška
- Utrdba Greta (Forte de Greta) je trdnjava iz 16. stoletja, ki je ščitila južno obalo in delovala skupaj s trdnjavo Santa Catarina de Mós. Dolga leta so jo uporabljali za obrambo ozemlja pred piratskimi napadi, do konca 19. stoletja, ko je propadla. Danes je ruševina.

### Religiozna
- Kapela Misericórdia São Sebastião (Capela da Misericórdia de São Sebastião e Casa de Francisco Ferreira Drumond) je kapela in zatočišče, ki ga je postavil Misericórdia v 16. stoletju, pozneje je postal dom zgodovinarja Francisca Ferreira Drummonda vse do njegove smrti. [4]
- Cerkev Santa Ana (Capela de Santa Ana / Ermida de Santa Ana / Igreja de Santa Ana)
- Cerkev São Sebastião (Igreja Paroquial de São Sebastião / Igreja de São Sebastião)

## Pomemben prebivalec
Francisco Ferreira Drummond (21. januar 1796 - 11. september 1858) je bil portugalski pisatelj, zgodovinar in politik, ki se je boril proti ukinitvi nekdanje občine São Sebastião, in avtor letopisov otoka Terceira.